# Custode Fioriello
Custode Fioriello (Bitonto, 13 maggio 1933) è un politico italiano.